# Lanvénégen
Lanvénégen (bret. Lennejenn) – miejscowość i gmina we Francji, w regionie Bretania, w departamencie Morbihan.
Według danych na rok 1990 gminę zamieszkiwało 1221 osób, a gęstość zaludnienia wynosiła 42 osoby/km² (wśród 1269 gmin Bretanii Lanvénégen plasuje się na 500. miejscu pod względem liczby ludności, natomiast pod względem powierzchni na miejscu 295.).